# مطبخ تايلاندي

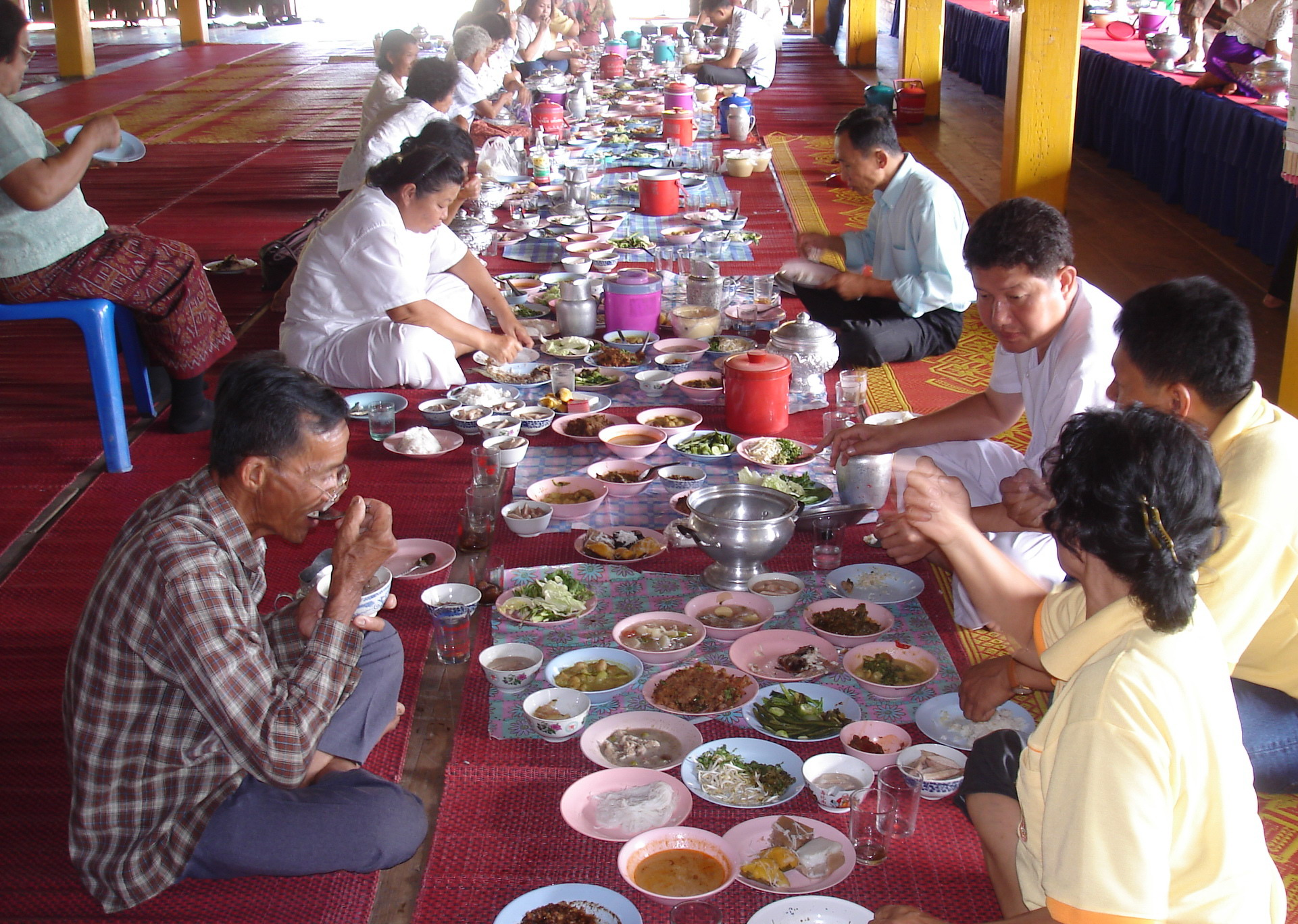
تايلانديون يتناولون وجبة في معبد داخل احدي القري

المطبخ التايلاندي هي المأكولات الوطنية التايلاندية والتي تختلف في بعض أجزاء تايلاند عن الأخرى، الغذاء الرئيسي في المطبخ التايلاندي هو الأرز وتعتبر تايلاند هي أكبر مصدر للأرز في العالم، والتايلانديين يستهلكون محلياً أكثر من 100 كيلوغرام من الأرز للشخص الواحد في السنة.

## المكونات الأساسية
تتركز المأكولات التايلاندية علي أعداد اطباق خفيفة مع مكونات عطرية قوية ومعروف عن المطبخ التايلاندي تميزة بالطعم الحار والتوازن بحيث وجمعة معا الحواس الأساسية الخمسة في كل طبق أو وجبة وهي
- الحلو (السكر والفواكه والفلفل الحلو)
- الحار (الفلفل الحار)
- الحامض (الخل وعصير الليمون، التمر الهندي)
- المالح (صلصة الصويا وصلصة السمك)

## الخدمة

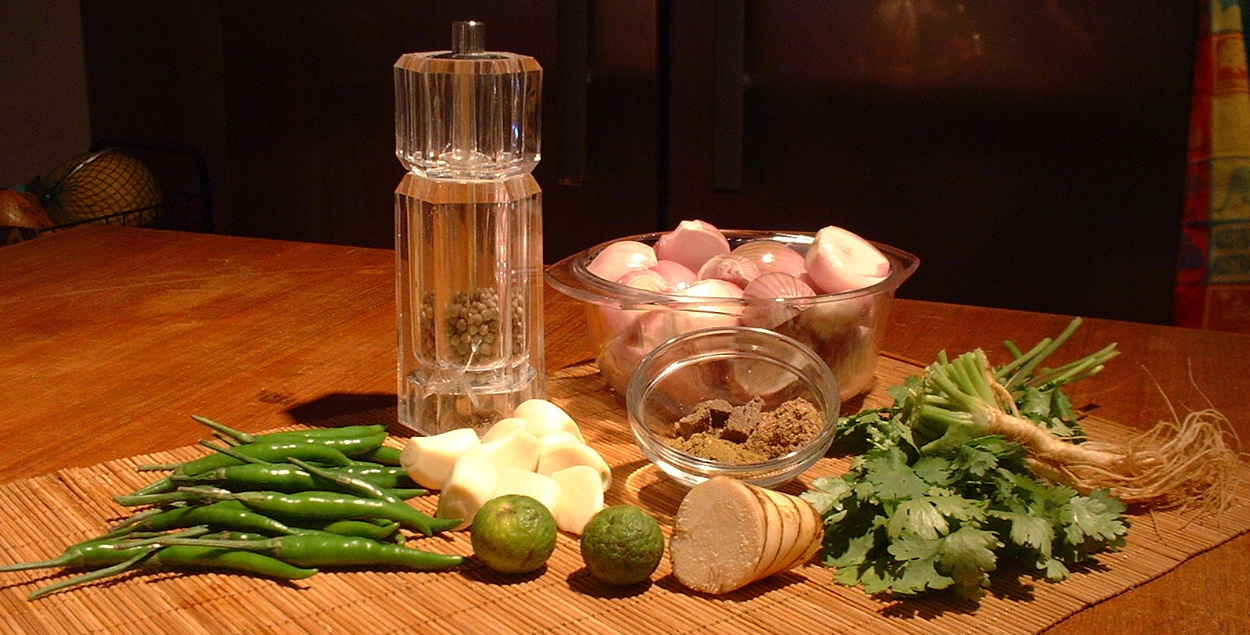
مكونات الكاري الأخضر

عادة الوجبات التايلاندية تتألف من طبق واحد وغالبا ماسيكون الارز المسمي باللغة التايلاندية خاو مع بعض الاطباق التكميلية تقليديا يؤكل الطعام التايلاندي باليد اليمني والان في يتم استخدام الشوكة والملعقة في الاكل وكان ذلك جزءا من التغريب الذي تم في عهد الملك راما الرابع وكان شقيق الملك ونائبة تأثر بمشاهدة مظاهر الاتكيت في المطاعم الغربية
من الممارسات الشائعة للتايلاندين وشعوب قبائل التلال في شمال تايلاند اكل الارز المسلوق باليد وعملها على شكل كرات باليد وكذلك التايلاندين المسلمين يأكلون كثير من الأحيان الطعام في ايديهم فقط